# Kisfaludi Strobl Zsigmond
Kisfaludi Strobl Zsigmond (Alsórajk, 1884. június 30. – Budapest, 1975. augusztus 14.) kétszeres Kossuth-díjas, nemzetközileg is ismert és elismert magyar szobrászművész. Rendkívül gazdag és tanulságos politikai kurzusokon és nemzeti határokon átívelő művészete. Nagy tehetsége volt a mozgásábrázoláshoz, a karakterformáláshoz, a szimbólumok megragadásához, de ha a megrendelő úgy kívánta, akkor készített „valóságábrázoló” emlékműveket is.

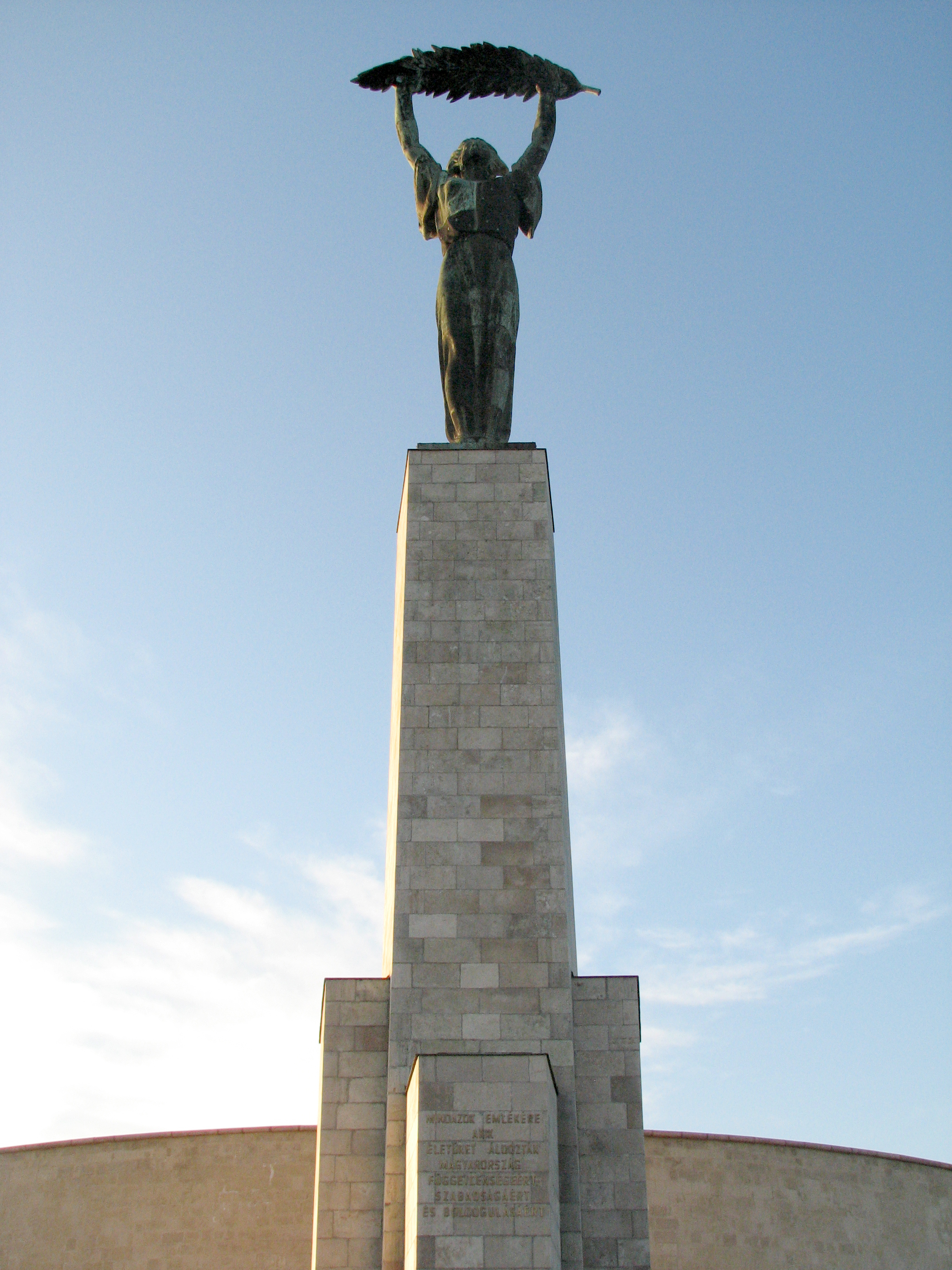
A Szabadság-szobor

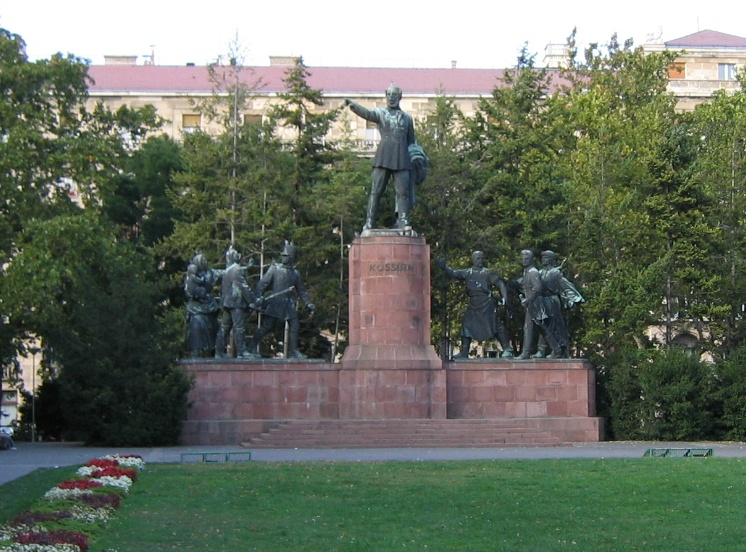
A budapesti Kossuth Lajos térről 2014-ben eltávolított Kossuth-emlékmű, melynek főalakját Kisfaludi Strobl Zsigmond készítette, mellékalakjai Kocsis András és Ungvári Lajos alkotásai

## Élete

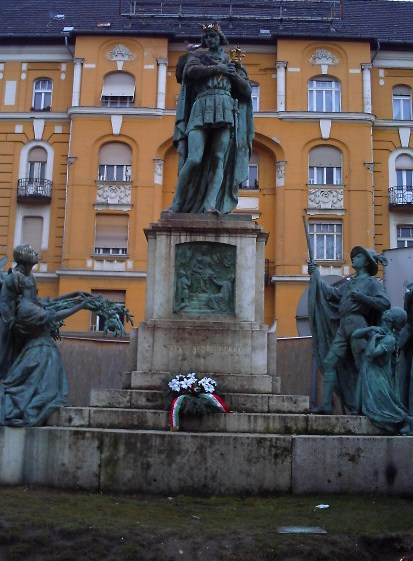
Szent Imre herceg (1930, Budapest, Móricz Zsigmond körtér)

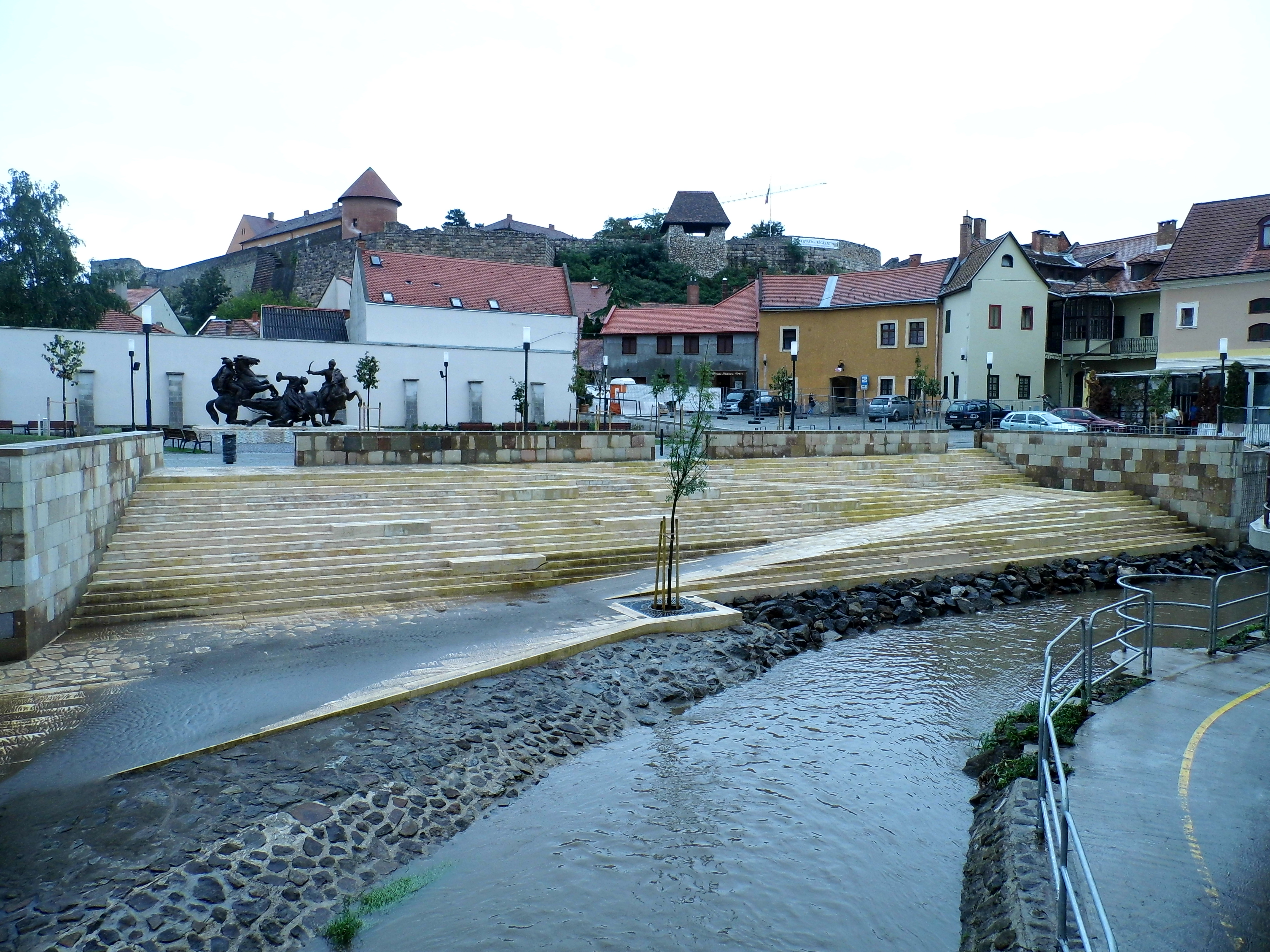
Végvári vitézek (1967) Egerben, a Végvári vitézek terén

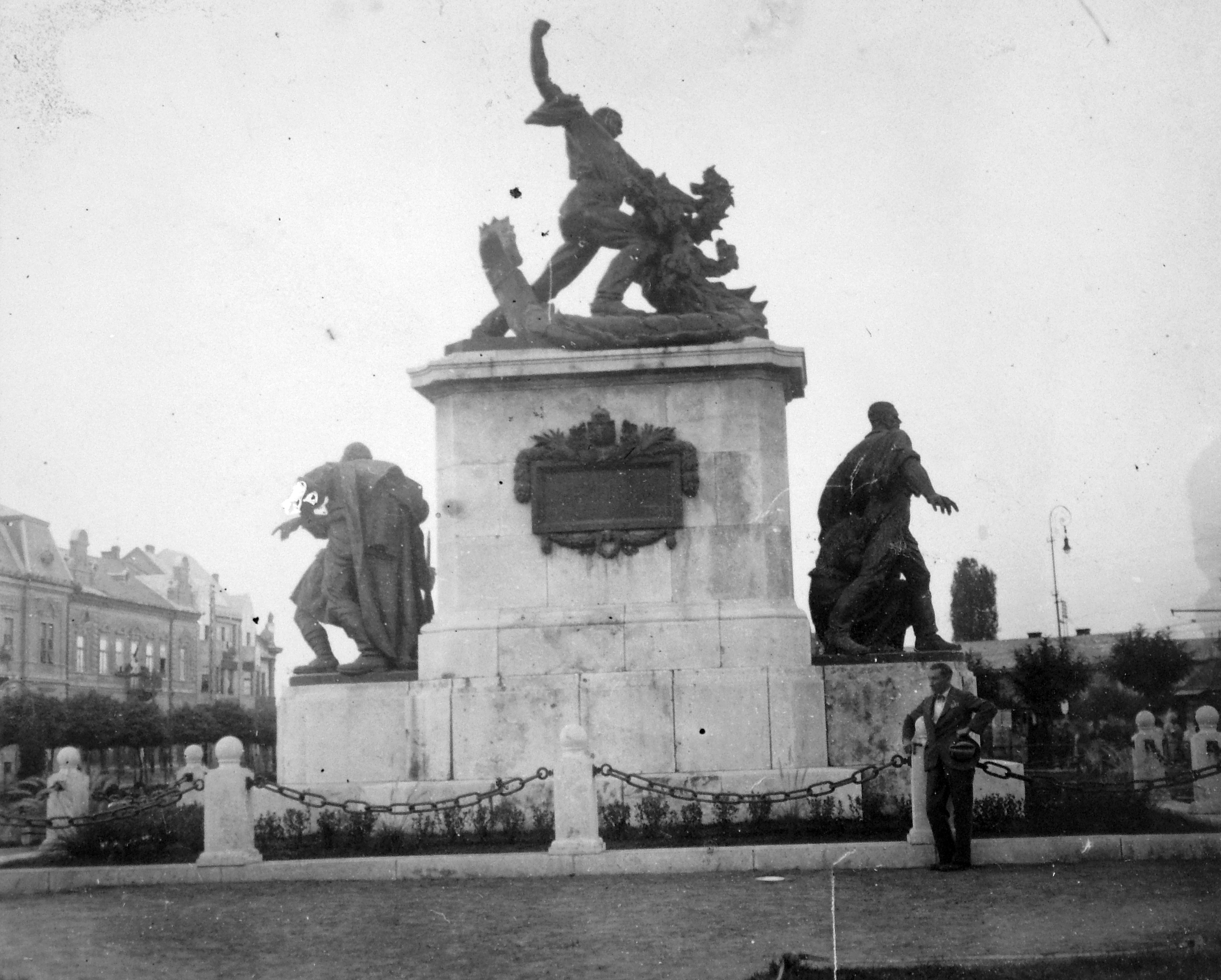
Hősök szobra (1928, Nyíregyháza, Hősök tere)

Strobel Zsigmond göcseji tanító és Hampel Rozália gyermeke. Születési neve Strobel Zsigmond Simon, művészneve Kisfaludi Strobl Zsigmond.
„A tanulás nem volt a kenyerem, inkább rajzoltam, fúrtam-faragtam, sokat olvastam, főleg történelmet, üres óráimat a szabadban töltöttem, tanulmányoztam a réteket, a forrásokat, s az erdőket, házakat építettem összetört apró zsindelyekből. Nagy festő, nagy építész szerettem volna lenni. Tizennégy éves lehettem, amikor az udvarunkon kutat ástak. Nagyszerű, zsíros agyagot hoztak a felszínre: gyúrni kezdtem! Megtaláltam, amit idáig hiába kerestem, a forma úrrá lett eddigi érzéseim fölött – szobrász lettem” – írta önéletrajzában.
Az Iparművészeti Iskolában 1901 és 1904 között Mátrai Lajos és Lórántfi Antal tanítványa volt. Eközben Strobl Alajos irányításával két akttanulmányt készített (1904, illetve 1905 nyarán). Ezután Zala vármegye ösztöndíjával egy évig Bécsben tanult. Hazatérése után Radnai Béla és Székely Bertalan voltak a mesterei a Mintarajziskolában (1904–1908).
Első gyűjteményes kiállítása 1909-ben volt. 1912-ben a Rudics-díj segítségével bejárta Nyugat-Európát (Firenze, Róma, London, Párizs). Első köztéri megbízását 1913-ban kapta, Horváth Mihály történész monumentális köztéri szobrát kellett megterveznie, Szentesen állították fel 1934-ben az azonos nevű gimnázium közelében, ma a város főterén, a Kossuth tér közepén áll. Ezen emlékmű az akadémista művészeti irányzat szellemében készült, ekkorra már tökéletesen elsajátította Adolf von Hildebrand klasszikus fegyelmet sugalló esztétikáját, e hivatalos művészeti irányzat követelményeit, amelyet szerencsére nála hamarosan oldottabbá tett a szecessziós áramlat iránti vonzalma, s saját romantikus lelkületéből fakadóan a neobarokk stíluselemek alkalmazása (lendület, mozgalmasság).
Az első világháborúban sajtóreferensként szolgált a fronton. 1917-ben megrendelést kapott a királytól a Gorlicei áttörés ábrázolására, fel is állították Kassán (elpusztult). A hadsereg számos vezetőjéről portrét készített, köztük Arthur Arz von Straussenburg vezérezredesről. A forradalmak idején is alkotott, megformázott egy őszirózsás katonát.
Az 1920-as évektől számos első világháborús hősi emlékmű elkészítésére kapott megrendelést. Köztéri alkotásai közül jóval több mint ötven áll hazai köztereken. 1927–28-ban angliai és amerikai utazásokat tett, nagy sikere volt ott portrészobraival. Portrészobrokat alkotott az arisztokrácia, a politikai és művészeti élet jeleseiről. Számos alkotását külföldi köztereken is felállították.
1921 és 1960 között a Képzőművészeti Főiskola tanára volt, 1925-től rendes tanára. A két világháború közt és második világháború után is az egyik legtöbbet foglalkoztatott magyar szobrász volt a másik két klasszicizáló szobrász, Szentgyörgyi István és Sidló Ferenc mellett. Ekkor az egyik legsikeresebb tanítványa, a szintén Zala megyei származású Boldogfai Farkas Sándor szobrászművész a tanársegédje volt. 1947-ben állították fel Budapesten a Felszabadulási emlékművet (mai nevén Szabadság-szobrot).
1948-ban újra járt még Angliában, Franciaországban, majd többször is a Szovjetunióban és a korabeli szocialista országokban. 1949-ben Sztálin 70. születésnapjára rendeltek tőle egy szoborcsoportot, elkészítette márványból, az még Moszkvában most is megvan a Puskin Múzeumban, de itthoni másolatát (mészkőből készült és Budapest V. kerülete Szabadság terén állították fel 1950-ben) az 1956-os forradalomban a népharag lerombolta. A szoborcsoport egy munkás apát és feleségét, egy parasztasszonyt ábrázolt, s előttük két gyermeküket, egy kisfiút és egy kislányt, akik virágfüzért tartanak a kezükben mintegy szimbolikusan, hogy felajánlják azt a diktátornak, adott esetben nyilvánvalóan a szobor keletkezésének körülményei és célzatossága váltotta ki a népharagot. A konkrét háborús károk, ritkábban természeti csapások okozták a 20. századi köztéri szobrai pusztulását, mindezeknél sokkal gyakrabban a kurzusváltások vezettek a leselejtezéshez vagy lettek a megvalósítás gátjai. Az általa 1944-ben tervezett Horthy István-emlékmű is csak terv maradt, s csak gipszmakettje maradt fenn. Azonban a Kardját néző huszár (bronz, 42 cm; 1928) című kisplasztikája nyomán ma is sorozatban készülnek herendi porcelánból színes figurák Hadik-huszár néven.
Kisfaludi Strobl portrészobrai kiemelkedően jelentősek, de a szobrászat többi területén is: aktjai, domborművei, kisplasztikái, érmei, porcelán figurái, de gyakran monumentális emlékművei is nagy formagazdagságot, s anyagismeretet, anyaggal való bánni tudást mutatnak. Visszaemlékezései 1969-ben jelentek meg Emberek és szobrok címen.

## Művei (válogatás)

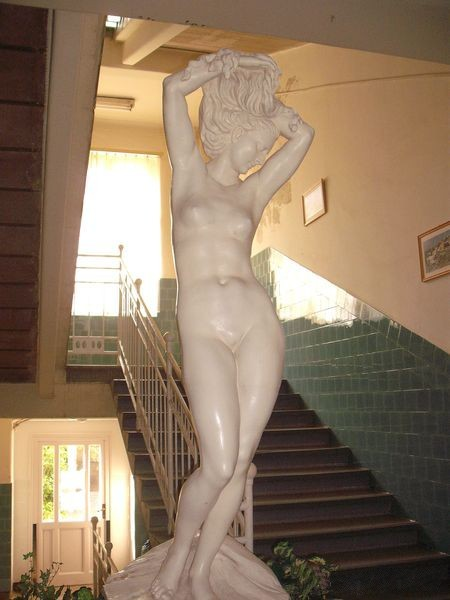
Vénusz születése (aktszobor)
Szülészeti Klinika előcsarnoka
(Pécs, 1923)

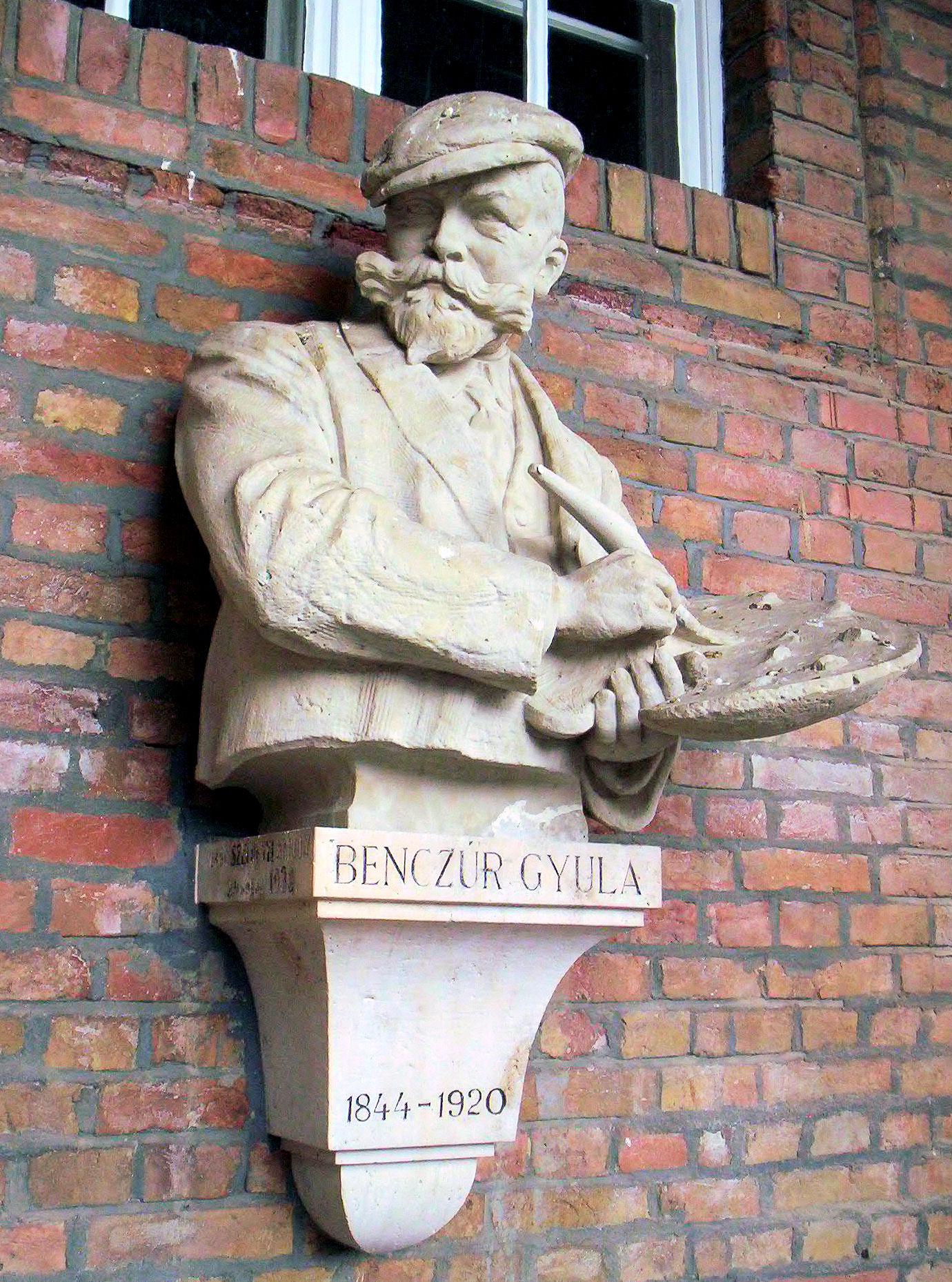
Benczúr Gyula portrészobra a szegedi Nemzeti Panteonban, Dóm tér

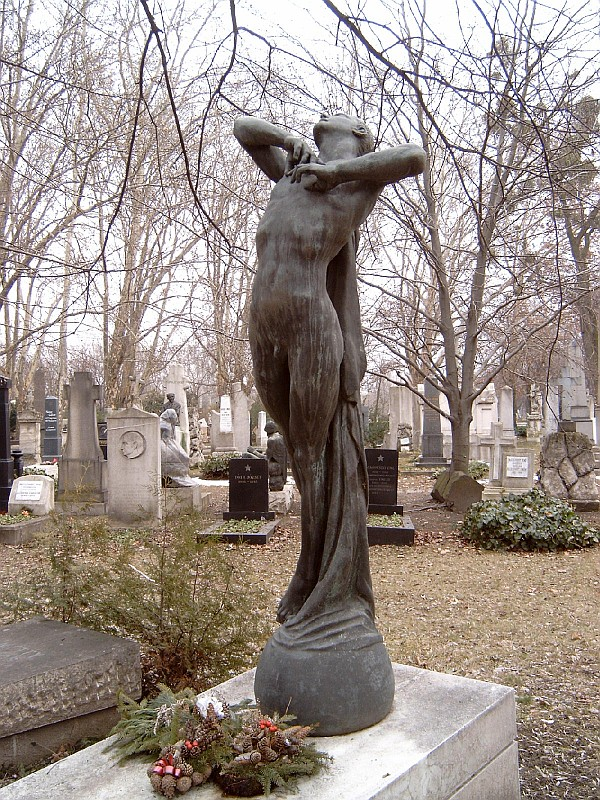
Kisfaludi Strobl Zsigmond sírja Budapesten, Kerepesi temető: 34/2-1-27. A művész saját alkotása

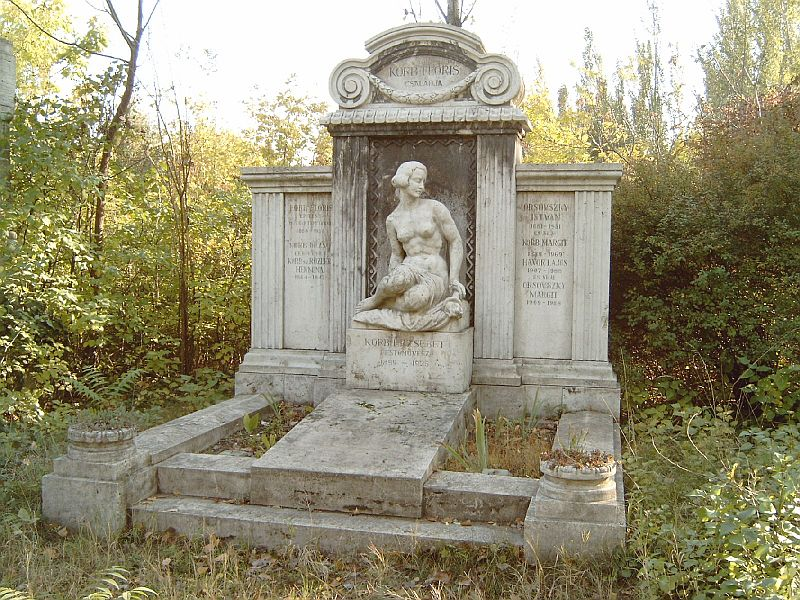
Korb Flóris és családjának síremléke a Kerepesi temetőben

### Köztéren
- Horváth Mihály (1913, Szentes)
- Íjász (1918, Városliget, Budapest)
- Észak szobra, (1921, Budapest)
- Tisza István (1926, Debrecen)
- Hősök szobra (1928, Nyíregyháza, Hősök tere)
- Komáromi Csipkés György (1930, Nyíregyháza)
- Szent Imre herceg (1930, Budapest, Horthy Miklós, ma: Móricz Zsigmond körtér)
- Kardját néző huszár (1932, Sopron)
- Vénusz születése (1923 Pécs; 1930 Nyíregyháza; 1933 Kalifornia)
- Darányi Ignác (1935, Budapest; 2017-ben újra felállították a Vajdahunyad várában)
- A gellérthegyi Felszabadulási emlékmű (1947, Budapest)
- A nagy Sztálinnak a hálás magyar nép 1949 (1949, Az eredeti, Sztálin születésnapjára szánt márványszobor a Puskin Múzeumba került Moszkvában, mészkő változata 1950-1956 közt állt a Szabadság-téren[7])
- Kossuth-emlékmű főalakja (1952, Budapest V. kerülete, Kossuth téren állt, 2018 óta az Orczy-kertben)
- Kossuth és Rákóczi (1953–1955, Millenniumi Emlékmű, Budapest)
- Energika (1956, Mátravidéki Erőmű)
- Végvári vitézek (1968, Eger)
- Lenin-emlékmű (1968, Kecskemét és Szombathely)
- Hamilton tábornok (Aberdeen, Skócia)
- Kohász (1972, Ózd)

### Aktszobrok
- Fürdő után (márvány, 1910)
- Fürdés előtt (bronz, 65 cm; 1911)
- Finálé (1911)
- Guggoló lány (márvány, 40 cm; 1918)
- Venus születése (akt- és köztéri szobor egyben, 175 cm; 1923, 1930, 1936)
- A gyík (márvány, 1921, az eredeti, javított (átcsiszolt) változata 1957-ben Balatonfüreden, az Anna Grand Hotel előtt lett fellállítva)
- Liliom (márvány, 1922)
- Reggel (márvány, 45 cm; 1924)

### Portrék
- Görgei Artúr (márvány, 39 cm; 1913)
- Fiú portré (1918)
- Györgyi Dénes, 1923
- Csók István (bronz, 1924)
- Iványi-Grünwald Béla, 1924
- Grósz Emil (öntött bronz, 1925)
- George Bernard Shaw, (bronz, 1932)
- Bajor Gizi (márvány, 1932)
- Pásztor János, (fehér márvány, 51 cm; 1944)
- Erzsébet angol hercegnő, későbbi II. Erzsébet (márvány, 1934)
- Somerset Maugham (bronz, 50 cm; 1949)
- Vorosilov marsall mellszobra (márvány, 1955)
- Kodály Zoltán, (oldalnézetből, márvány, 1963; s még egy szemből gipsz, 48 cm, 1966)
- Szakasits Árpád, Pátzay Pál, (1967)
- Teleki Blanka, 1971

### Síremlékek
Alkotásai a Kerepesi temetőben:
- A saját síremlékét is szobra díszíti
- Barta Ferencné Kőnig Boriska (34-1-65)
- Berczik Árpád (19/1-1-6)
- Festetics Géza, gróf (10/1-1-8)
- Halász Ferenc (24/1-1-1)
- Huszár Károly (34-1-51)
- Korb Erzsébet és Korb Flóris (51-1-2)
- Kulin Sándor (37/1-2-15)
- Lengyel Aurélné (34-1-8)
- Meskó Pál (56-1-29)
- Ország család (37/1-1-4)
- Paulheim Ferenc (26-1-3)
- Széchy Endréné (34-1-37)
- Szentirmay Elemér (17/1-4-9)
- Szurday Róbert (42-1-15)
- Vágó család (34-1-11)
- Weiner Leó (34/2-1-12)

## Jelentősebb gyűjteményes kiállításai

### Hazánkban
- Művészház (1909);
- Ernst Múzeum (1917, 1921, 1922, 1925, 1927, 1932)
- Műcsarnok (1954)
- Göcseji Múzeum (1965, 1974)

### Külföldön
- London (1935)
- Moszkva, Leningrád, Kijev, Lvov (1955-56)
- Prága (1958)
- Pozsony (1959)

## Emlékezete
Szülőhelyén, Alsórajkon néhány alkotását bemutató emlékszoba található.
1976-ban műveiből állandó kiállítást nyitottak a zalaegerszegi Göcseji Múzeumban.

## Művei közgyűjteményekben[13]
- British Museum, London
- Ermitázs, Szentpétervár
- Göcseji Múzeum, Zalaegerszeg
- Keresztény Múzeum, Esztergom
- Magyar Nemzeti Galéria, Budapest
- Nemzeti Múzeum, Göteborg
- Puskin Múzeum, Szentpétervár
- Sárospataki Képtár
- Tretyakov Képtár, Moszkva
- Vay Ádám Múzeum, Vaja

## Társasági tagság (válogatás)
- Szinyei Merse Pál Társaság
- Százados úti művésztelep
- Fészek Művészklub elnöke (1948–haláláig)

## Díjak, elismerések (válogatás)
- Rudics-díj (1912)
- Corvin-koszorú (1930)
- Kossuth-díj (1950, 1953)
- Kiváló művész (1952)
- A Szovjet Tudományos Akadémia tiszteletbeli tagja (1958)